# Benjamin Rolland
Pour les articles homonymes, voir Rolland.
Benjamin Rolland ou Benjamin de Rolland est un peintre français né en Guadeloupe vers 1773, mort à Grenoble le 24 mars 1855,.

## Biographie
Élève de Jacques-Louis David, il fut ensuite professeur à Naples des enfants de Joachim Murat. Il peignit de nombreux portraits.
Conservateur du musée de Grenoble de 1817 à 1853, il y fut également professeur à l'école de peinture et de dessin de cette ville, ayant notamment pour élèves les peintres Ernest Hébert, Théodore Fantin-Latour (père d'Henri Fantin-Latour), Jules Guédy et Eugénie du Colombier.

## Salons
- Il exposa aux Salons de 1806, 1808, 1817, 1819, 1822 et 1824.

## Œuvres
Par ordre chronologique

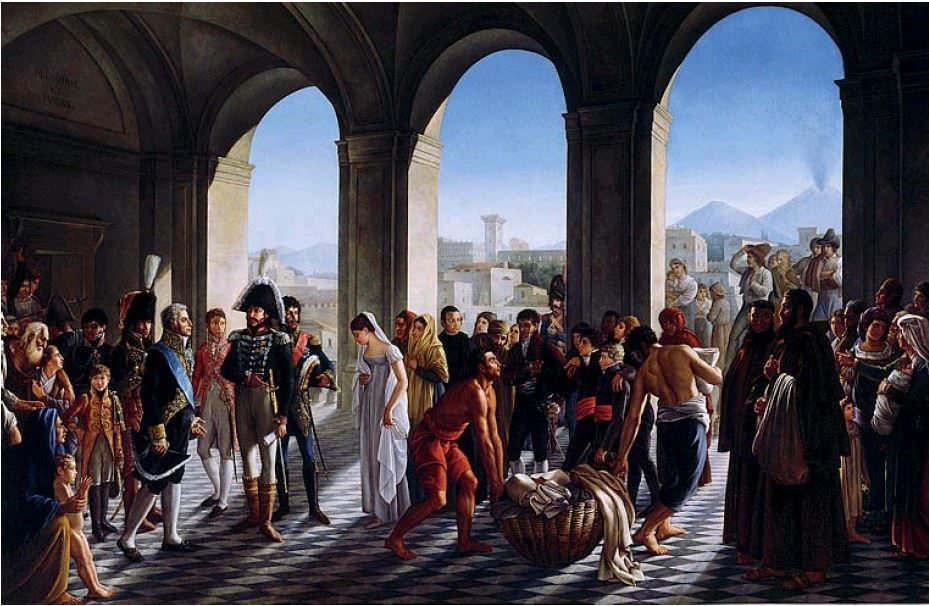
Joachim Murat visite le Real Albergo dei Poveri de Naples

- Homère chantant son Iliade. Autre titre : Homère jouant de la lyre, 1804. Musée du Louvre, Département des Peintures.

- Jeune fille entrant dans le bain. Huile sur toile, 1,51 x 0,93. Signé et daté en bas à gauche : « B Rolland 1805 », salon de 1806. Musée de Grenoble (MG 3690 bis).

- Un père et son enfant malade. Huile sur toile, 0,65 x 0,55. Signé et daté en bas à gauche : « Rolland 1808 », salon de 1819. Offert par l’artiste au marquis de Pina, maire de Grenoble, don de ce dernier au musée avant 1838. Musée de Grenoble (MG 208).

- Portait d’Achille Murat, Palais de Caserte[5].
- Portrait de Lætitia  Murat, Palais de Caserte.
- Portrait de Lucien Murat, Palais de Caserte.
- Portrait de Louise Murat, Palais de Caserte.
- Portrait d’un bébé, Palais de Caserte.

- Portrait d'un Jeune Chasseur. 1816. Huile sur toile. Château-musée de Gien, Chasse, histoire et nature en Val-de-Loire.

- Réception à Bordeaux du duc et de la duchesse d’Angoulême venant présider les élections législatives en 1815. 1817. Huile sur toile, 3,28 x 2,26, salon de 1817. Musée des Beaux-Arts et d’Archéologie de Libourne. Historique : déposé par le Louvre en 1820.

- Portrait de deux petites filles dans un paysage. Huile sur toile 0,78 x 0,66. Madrid, Museo del Romanticismo (Madrid). Signé et daté en bas : 1821.

- Une famille éplorée autour du père mourant. Huile sur toile, 0,35 x 0,41. Monogrammé en bas à gauche : « B.R. 1833 ». Au revers (caché par le rentoilage) : « A Anna par son frère Benjamin ». Musée de Grenoble (MG 1289).

- Portrait d’Esther de Vogüe. Huile sur toile, Musée des Beaux-Arts de Saint-François, 1833.

- Portrait d’Ernest Hébert adolescent. Huile sur toile, 0,64 x 0,54. Signé et daté en bas à droite : « Rolland 1834, gage d’amitié à son élève Ernest Hébert ». Musée d'Orsay, Paris.

- Portrait de Gabrielle Luc. Huile sur toile, 0,64 x  0,54. Signé et daté en bas à gauche : 1840. Musée de Grenoble (MG 1655).

- Portrait d’A. Noël, cousin de l’artiste. Huile sur toile, 0,46 x 0,38. Légendé au revers : « AUG. NOEL MON PETIT COUSIN AGE DE 10 ANS PEINT PAR M. ROLLAND ». Musée des Beaux-Arts de Lyon. Historique : legs de Marie Moreau en 1902.

Sélection d'œuvres de Benjamin de Rolland
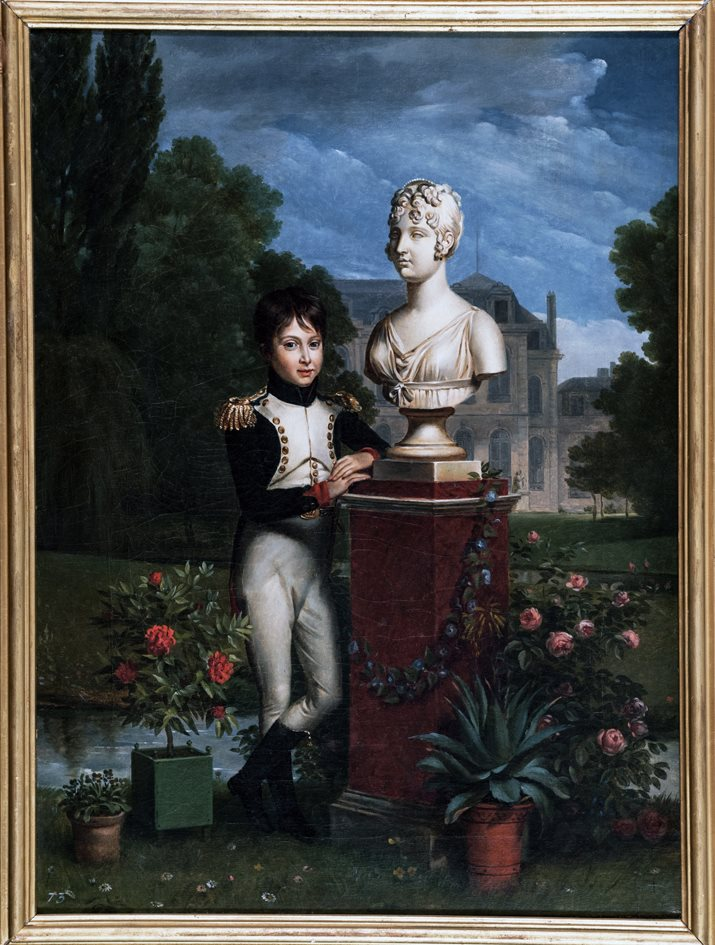
Achille Murat dans le jardin du Palais royal de Naples (1811). Caserta, Palazzo Reale
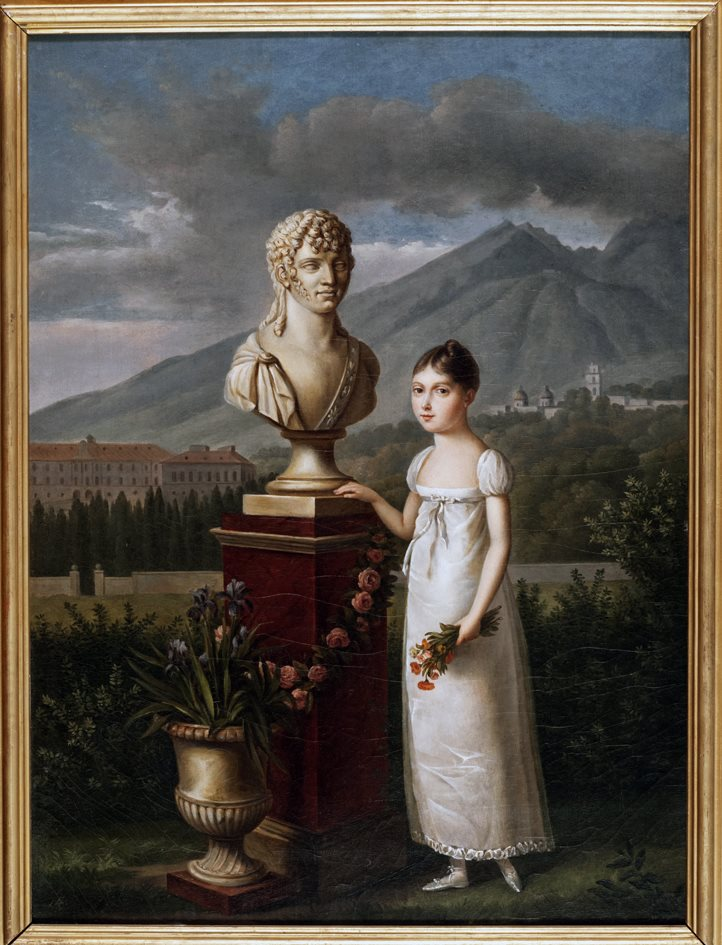
Letizia Murat dans le jardin du Palais royal de Naples (1811). Caserta, Palazzo Reale
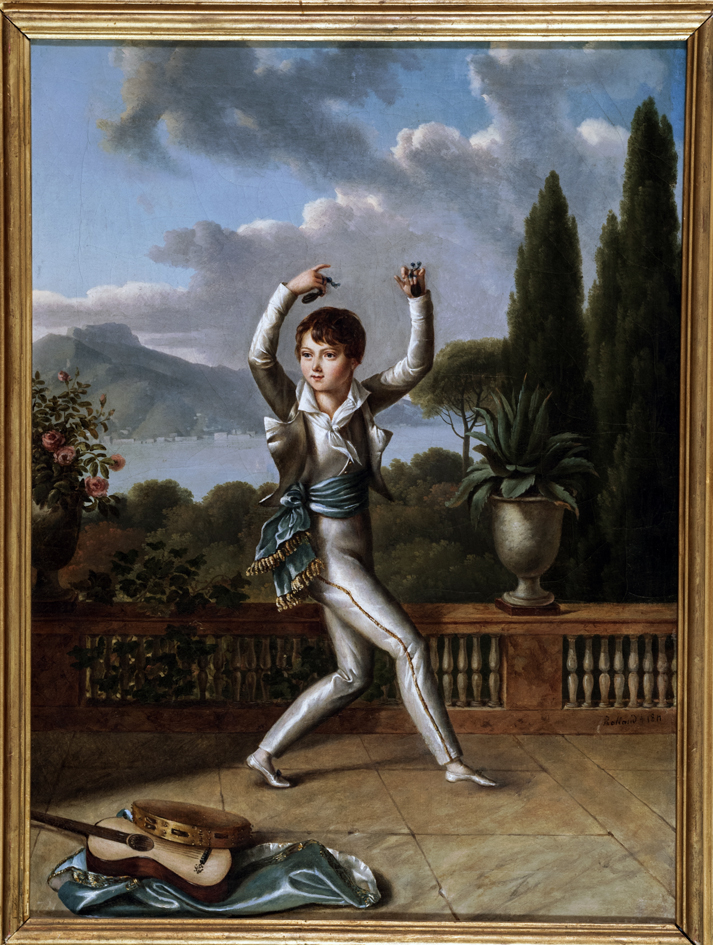
Luciano Murat sur le terrace du Palais royal de Naples (1811). Caserta, Palazzo Reale
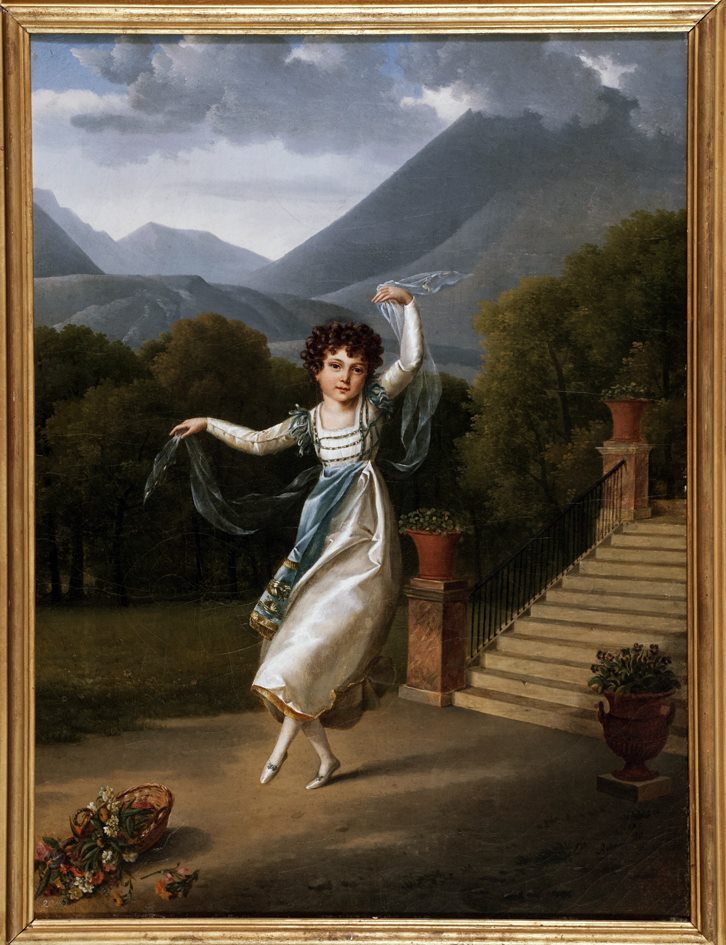
Luisa Murat dans le jardin du Palais royal de Naples (1811). Caserta, Palazzo Reale
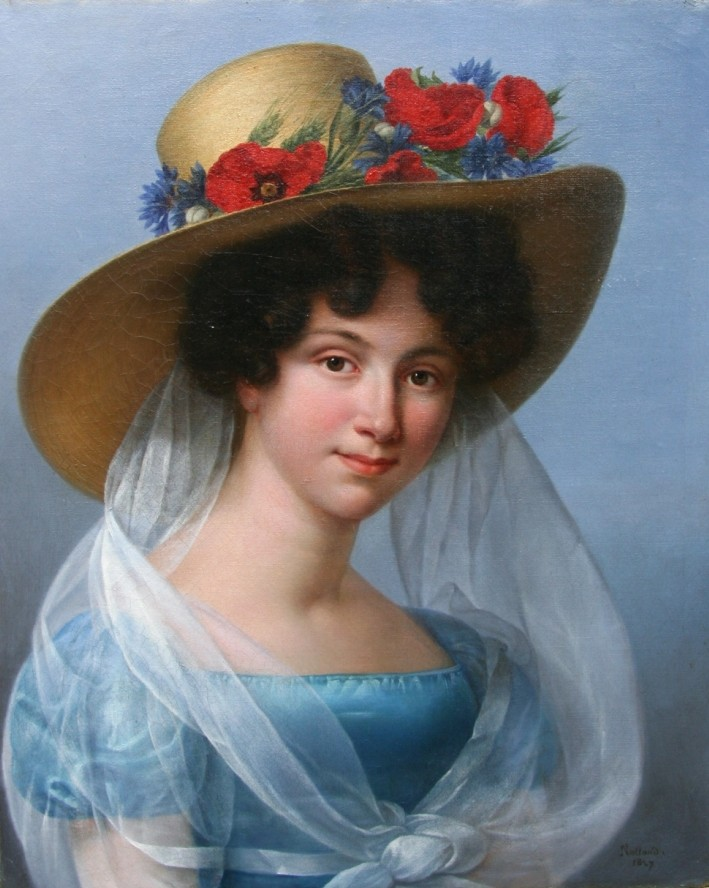
Mathilde Joséphine Hélène Perier, baronne de Chabaud-Latour, âgée de 15 ans (1827)

## Iconographie
- Anne-Louis Girodet de Roussy-Trioson, Portrait de Benjamin de Rolland, 1816. Musée de Grenoble (MG 156), acquisition[6] auprès du modèle en 1847[7]
- Eugénie Chosson du Colombier, Portrait de Benjamin de Rolland dans son atelier, 1833. Musée de Grenoble (MG 447)[8].

## Sources
Site Joconde, site du musée d'Orsay, site du musée du Louvresite acquisition des biens culturels en Espagne.